# Chortí
Chortí (Čorti), indijanski narod iz porodice Mayan naseljen u istočnoj Gvatemali i Hondurasu, a nekada i na susjednom području Salvadora. 
Čorti su jezično najsrodniji plemenima Chol (Čol) i Chontal (Čontal) iz Chiapasa, Oaxace i Tabasca u jugoistočnom Meksiku. Kulturno, međutim, oni su sličniji gvatemalskim Indijancima Pokomam.
Danas žive od zemljoradnje, sitne trgovine i obrta. Čorti-sela specijalizirana su u obrtima i drugim proizvodima s kojima će trgovati ili prodavat drugim Čorti-selima. Od poljoprivrednih proizvoda uzgajaju kukuruz, grah, povrće, voće, šećernu trsku, kavu i duhan. Trgovini je namijenjena i proizvodnja šešira, košara, štavljene kože i kožnih predmeta, lončarija, sapun, ugljen i drugo.
Odjeća je polutradicionalna. Kod žena sastoji se od domaće izrađene suknje i bluze, a kod muškarca o bijele pamučne košulje i hlača.
Kućanstvo se kod Čortija sastoji od osam do devet srodnih obitelji s ocem na čelu, pa postoji i nekoliko kuća za spavanje. Kuće su napravljene od drveta i lišća. religija je u osnovi katolička, i usmjerena na štovanje sveca zaštitnika